# Army
Army (tytuł niem. „Im Auftrag der Liebe”) – bollywoodzki dramat i film akcji wyreżyserowany w 1996 roku przez Raam Shetty. W rolach głównych występują znani indyjscy aktorzy Shah Rukh Khan i Sridevi. Tematem filmu jest zemsta kobiety za krzywdę, która zabrała jej miłość.

## Fabuła
Adwokat Geeta (Sridevi) rezygnuje z zawodu. Prawo ją rozczarowało. Postanawia dochodzić sprawiedliwości na swoją rękę. W więzieniu odkrywa pięciu młodych mężczyzn, którzy zamordowali tyranizującego ich człowieka. Mają wkrótce być za to powieszeni. Wykorzystując fakt, że jej brat Raghbir Singh (Kiran Kumar) jest strażnikiem w tym więzieniu, Geeta uwalnia skazanych i umieszcza w domu na odludziu. Dopiero wtedy wyjaśnia im cel swoich działań. Chce ona z tej piątki stworzyć armię swoich mścicieli. Opowiada im, że mężem jej był major Arjun Singh (Shah Rukh Khan). Nagraj (Danny Denzogpa), wioskowy tyran, jednocześnie przywódca religijny po cichu handlował bronią. Przekonany o swojej bezkarności Naagraj wykorzystał siostrę majora Gayatri, po czym zabił jego samego, gdy ten próbował ją uwolnić. Naagraj wyszedł z sądu jako wolny człowiek szydząc z oskarżającej go brzemiennej wdowy. Nie skazano go za zbrodnię, bo skrzywdzona siostra majora nie była wiarygodnym świadkiem. Przeżyta hańba odebrała jej rozum. Teraz Geeta postanawia więc wziąć prawo w swoje ręce i z pomocą byłych więźniów dokonać zemsty.

## Obsada
- Shah Rukh Khan: Arjun
- Sridevi: Geeta
- Navneet Nishan: Nisha
- Sudesh Berry: Khan
- Mohnish Behl: Kabir
- Kiran Kumar: Jailer
- Tinu Anand: Panchan
- Danny Denzongpa: Naagraj

## Piosenki
Muzykę do filmu skomponował braterski duet Anand-Milind, autorzy muzyki do takich filmów jak Qayamat Se Qayamat Tak (Nagroda Filmfare za Najlepszą Muzykę), Dil, Beta, Hero No. 1, Baaghi, Inteqam: The Perfect Game   i Anjaam.
1. „De Taali”
2. „Main To Hoon Paagal Munda”
3. „Achikoo Bachikoo”
4. „Ho Gayee Tayyar Hamari Army”
5. „Ex Biti Hui Kahani Hai”